# Henri Hogard
Pour les articles homonymes, voir Hogard.

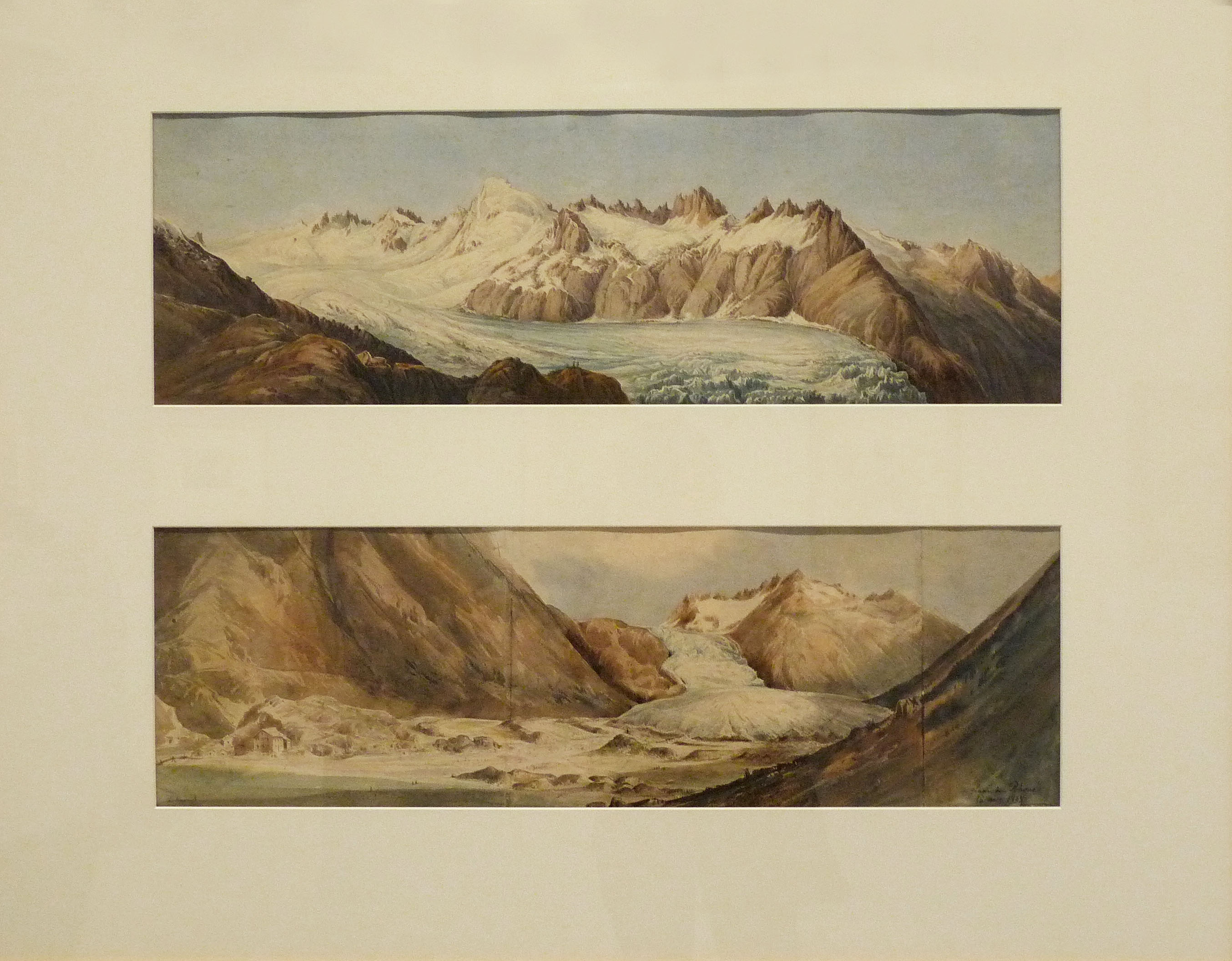
Glaciers du Rhône. 1. Partie supérieure ; 2. partie inférieure (aquarelle, août 1848)

Henri Charles Hogard, né à Épinal le 16 mars 1808 et mort à Gérardmer (Vosges) le 29 novembre 1880, est un géologue et un cartographe français. 
Précurseur d'une modélisation géométrique de la stratigraphie en accord avec les observations de géomorphologie, ce dessinateur-géomètre et arpenteur de formation, membre assidu de la Société d'émulation des Vosges, est l'un des premiers géologues lorrains à mettre en évidence l'inclinaison des strates sédimentaires à l'approche du massif sommital vosgien.  Il est aussi l'un des premiers à adopter les hypothèses du scientifique suisse Louis Agassiz et à affirmer l'existence de glaciers dans les Vosges aux époques anciennes.
Grâce à sa fonction d'agent-voyer directeur pour le département des Vosges, constamment aux prises avec le terrain, il est aussi l'auteur d'un grand nombre de cartes et de plans. Il livre en 1845,  une carte géologique des Vosges en 4 feuilles, une des premières à être publiées à l'échelle 1/12000e, dépassant ainsi en précision la carte géologique de la France publiée en 1841 par Élie de Beaumont.

## Biographie
Dans un premier temps de sa vie professionnelle, Charles Henri Hogard est arpenteur-adjoint aux côtés de son père, le géomètre Henri-Joseph Hogard. Avec lui, il rédige d'ailleurs un Manuel supplémentaire d'arpentage, publié en 1836 dans la collection des Manuels-Roret, qui établit l'état des savoirs de l'époque en la matière.
Comme son père aussi, il est membre de la Société d'émulation des Vosges et publie au cours des années 1830 et 1840 de nombreux articles ayant trait à la géologie du département dans les Annales.
En 1840, il est nommé par le préfet agent-voyer supérieur des chemins de grande communication du département des Vosges. À ce titre, il dirige le service vicinal vosgien, alors autonome vis-à-vis du Corps des Ponts et Chaussées, de 1840 à 1872. Cela l'amène à rencontrer Napoléon III à Plombières, qu'il initie à la géologie et sensibilise à la mission du désenclavement routier des Vosges. De 1861 à 1869, bénéficiant du soutien impérial, il réalise notamment le tracé et la construction de la route de la Schlucht, côté lorrain. 
Il construira sa maison-chalet en surplomb de sa grande œuvre routière à la gloire de l'Empire et s'y éteindra en 1880.
À la suite d'irrégularités constatées dans son service, il est mis à la retraite en avril 1872. En septembre 1873, au terme d'un procès de 3 jours en cour d'assises à Épinal, il est condamné à 1 an de prison et 500 F d'amende pour détournement d'argent public. Son grade d'officier de la Légion d'honneur, obtenu en 1865, est invalidé en février 1874.
Suivant également en cela les traces de son père, il fut franc-maçon de la loge d'Épinal et fit partie des fondateurs de la loge la Fraternité vosgienne.
Dessinateur de talent, Henri Hogard réalisa lui-même les planches qui illustrent certaines de ses publications. 

## Œuvres
Trois œuvres capitales marquent son apport à la géologie de l'Europe occidentale : sa Description minéralogique et géologique des régions granitique et arénacée du système des Vosges de 1837, puis ses Recherches sur les glaciers et formations erratiques des Alpes de la Suisse de 1858, enfin ses Notes et croquis sur les glaciers de 1867.

### Monographies
- Notice géographique sur les terrains qui composent le système des montagnes des Vosges, avec une coupe enluminée de ces montagnes, 1830.
- Manuel supplémentaire d'arpentage, avec Henri-Joseph Hogard, Paris, éditions Roret, coll. « Manuels Roret », 1836.
- Description minéralogique et géologique des régions granitique et arénacée du système des Vosges, Épinal, Valentin, 1837.
- Code annoté des chemins vicinaux, avec A. Bannerot , Épinal, Imprimerie Gley, 1844.
- Carte, croquis et coupes pour servir à l'explication de la constitution géologique des Vosges, imprimerie Veuve Gley et lithographie Didlon, Épinal, 1846.
- Coup d'œil sur le terrain erratique des Vosges, Épinal, imprimerie Veuve Gley, 1848 (lire en ligne).
- Coup d'œil sur le terrain erratique des Vosges : planches, Épinal, imprimerie Veuve Gley, 1851 (lire en ligne) .
- Matériaux pour servir à l'étude des glaciers. Principaux glaciers de la Suisse, Strasbourg, E. Simon, 1854.
- Recherches sur les formations erratiques, Paris, F. Savy, 1858 (lire en ligne).
- Recherches sur les glaciers et sur les formations erratiques des Alpes de la Suisse, Épinal, imprimerie Veuve Gley, 1858.
- Notes et croquis sur les glaciers , 1867.

### Documents cartographiques
- Description minéralogique et géologique des régions granitique et arénacée du système des Vosges, Épinal, lithographie Ponton, 1837. Atlas renfermant une Carte géognostique du département des Vosges, 2 vues et 10 planches qui représentent les coupes de terrain.
- Carte routière des Vosges, Mulhouse, Engelmann Père et Fils imprimeurs, 1843.
- Carte géologique des Vosges, Mulhouse, Engelmann Père et Fils imprimeurs, 1845.
- Carte des Vosges, Mulhouse, imprimerie L. L. Bader, 1867.
- Croquis du réseau des voies vicinales de l'arrondissement... d'Épinal... de Saint-Dié... de Mirecourt... de Neuf-Château... de Remiremont, Épinal, imprimerie de Didlon, 1867.

### Articles
- « Note sur les coprolithes du Muschelkalk, à Girmont », Annales de la Société d'Émulation des Vosges,‎ 1832, p. 115-118 (ISSN 1146-7258, e-ISSN 2540-4369, lire en ligne, consulté le 10 novembre 2020).
- « Tableau minéralogique des roches des Vosges, suivi d'une liste des espèces minérales constituant ces roches, disséminées dans leur masse ou associées avec elles », Annales de la Société d'Émulation des Vosges,‎ 1835, p. 271-345 (ISSN 1146-7258, e-ISSN 2540-4369, lire en ligne, consulté le 10 novembre 2020).
- « Table des hauteurs au-dessus du niveau de la mer et des positions géographiques des points principaux du système des Vosges », Annales de la Société d'Émulation des Vosges,‎ 1835, p. 347-362 (ISSN 1146-7258, e-ISSN 2540-4369, lire en ligne, consulté le 10 novembre 2020)
- « Coup-d'œil sur les vallées du système des Vosges, notice suivie d'une planche explicative », Annales de la Société d'Émulation des Vosges,‎ 1836, p. 505-545 (ISSN 1146-7258, e-ISSN 2540-4369, lire en ligne, consulté le 10 novembre 2020).
- « Note pour servir à l'histoire géologique des grès rouges des Vosges, suivi d'une planche explicative », Annales de la Société d'Émulation des Vosges,‎ 1838, p. 370-383 (ISSN 1146-7258, e-ISSN 2540-4369, lire en ligne, consulté le 10 novembre 2020).
- « Observations sur les traces de glaciers qui, à une époque reculée, paraissent avoir recouvert la chaîne des Vosges et sur les phénomènes géologiques qu'ils ont pu produire », Annales de la Société d'Émulation des Vosges,‎ 1840, p. 91-112 (ISSN 1146-7258, e-ISSN 2540-4369, lire en ligne, consulté le 10 novembre 2020).
- « Coup-d'œil sur les règlements établis en matière de cantonnement, sur les préjudices que leur rigoureuse application cause aux usagers [...] », Annales de la Société d'Émulation des Vosges,‎ 1840, p. 113-136 (ISSN 1146-7258, e-ISSN 2540-4369, lire en ligne, consulté le 10 novembre 2020).
- « Esquisse géologique du Val d'Ajol, suivie d'une carte et de coupes géologiques de cette localité et de ses environs (1ère partie) », Annales de la Société d'Émulation des Vosges,‎ 1841, p. 351-392 (ISSN 1146-7258, e-ISSN 2540-4369, lire en ligne, consulté le 10 novembre 2020).
- « Observation sur les moraines et sur les dépôts de transport et de comblement des Vosges, avec 13 planches à l'appui », Annales de la Société d'Émulation des Vosges,‎ 1846, p. 524-604 (ISSN 1146-7258, e-ISSN 2540-4369, lire en ligne, consulté le 10 novembre 2020).
- « Esquisse géologique du Val d'Ajol, suivie d'une carte et de coupes géologiques de cette localité et de ses environs (2ème partie) », Annales de la Société d'Émulation des Vosges,‎ 1845, p. 661-702 (ISSN 1146-7258, e-ISSN 2540-4369, lire en ligne, consulté le 10 novembre 2020).
- « Aperçu de la constitution géologique et minéralogique du département des Vosges », dans Henri Lepage et Charles Charton, Le Département des Vosges. Statistique historique et administrative, Nancy, Peiffer, 1845.
- « Notice sur deux petits dépôts de tuf calcaire situés sur le territoire de la commune de Vincey, suivi de plan et de coupes géologiques », Annales de la Société d'Émulation des Vosges,‎ 1846, p. 105-114 (ISSN 1146-7258, e-ISSN 2540-4369, lire en ligne, consulté le 10 novembre 2020).
- avec Charles Martins, « Les Glaciers, notes et croquis », Annales de la Société d'Émulation des Vosges,‎ 1847, p. 402-420 (ISSN 1146-7258, e-ISSN 2540-4369, lire en ligne, consulté le 10 novembre 2020).
- « Note sur la serpentine des Vosges, suivi de deux planches », Annales de la Société d'Émulation des Vosges,‎ 1847, p. 421-427 (ISSN 1146-7258, e-ISSN 2540-4369, lire en ligne, consulté le 10 novembre 2020).
- « Observations sur un article concernant les dépôts erratiques inséré en 1846 aux Annales de la Société d'Émulation des Vosges », Annales de la Société d'Émulation des Vosges,‎ 1847, p. 428-431 (ISSN 1146-7258, e-ISSN 2540-4369, lire en ligne, consulté le 10 novembre 2020).
- « Quelques observations sur les nappes et cônes d'éboulement, et sur les lits de déjection des torrents », Bulletin de la Société géologique de France, 2ème série, vol. 7,‎ 1850, p. 186-203 (ISSN 0037-9409, lire en ligne, consulté le 11 novembre 2020).

## Postérité
Une rue Hogard à Épinal lui rend hommage ainsi qu'à son père.